# Vierge des Conseillers
La Vierge des Conseillers (en catalan Mare de Déu dels Consellers) est un tableau peint à l'huile par l'artiste Lluís Dalmau en 1445 et qui est exposé au musée national d'Art de Catalogne à Barcelone. Il est considéré comme une des pièces de la peinture gothique les plus importantes réalisées en Catalogne.

## Histoire
En 1431, le roi Alphonse V d'Aragon « le Magnanime » a envoyé son peintre de chambre, le Valencien Lluís Dalmau aux Pays-Bas bourguignons pour recruter des tapissiers en vue de créer des ateliers de tapisserie à Valence. Il lui a accordé une bourse de voyage de « cien florines al peso de Castilla ». On pense que ce fut alors que l'artiste a fait connaissance du peintre Jan van Eyck et même a travaillé dans son atelier. Il y aurait vu le retable du polyptyque de Gand dans la cathédrale de San Bavón, dans la cité de Gand. Il a passé dans cette ville l'année 1432.

Le Consell de Cent dans sa réunion du 6 juin 1443, décide de nommer une commission de douze personnes chargées de faire peindre un retable. Le 4 septembre 1443 a été passé à Barcelone un contrat entre Lluís Dalmau et les conseillers du Saló de Cent, en vue de l'exécution d'un retable pour la chapelle de la Casa de la Ciudad de Barcelona (actuelle mairie). Le contrat stipulait qu'il serait fait : 

« De bona fusta de roure de Flandes ben endrapat e enguixat 
(« De bon bois de chêne des Flandres bien dressé et plâtré ») »

.
Cette  œuvre était complétée par une prédelle, aujourd'hui perdue, qui selon les termes du contrat, devait porter les armes de la cité et représenter deux scènes de la vie des saints André et Eulalie.
Le 26 novembre de cette année, le charpentier Francesc Gomar a été chargé de réaliser un cadre pour ce retable, qui serait de plus orné de pierreries.
À cette époque, Bernat Martorell était un des peintres qui avaient le plus de travail à Barcelone; on pense que c'est Dalmau qui a été chargé de la commande parce que les conseillers voulaient un bon portraitiste : « lo millor pintor que trobar se pogués » (« le meilleur peintre que l'on puisse trouver »). Il était indiqué que les portraits des conseillers devaient reproduire leurs traits réels.
Le tableau se trouvait au centre de la chapelle de la Casa de la Ciudad de Barcelone, près de l'actuel Saló de Cent; en 1847, à cause de la destruction de cette chapelle, le retable a été placé dans l'église de Sant Miquel située près de la mairie; lors de la démolition de l'église en 1870, la Mairie de Barcelone l'a déposé au musée national d'Art de Catalogne le 30 mai 1902.

## Description
Dimensions : 272 × 276 cm (superficie peinte), 311,5 × 311 cm (dimension maximale avec le cadre).
Le retable est composé d'une seule planche. Les personnages grandeur nature, représentent la Vierge avec l'Enfant, assise sur un trône de style gothique reposant sur quatre lions. Ce trône est orné de sculptures et est couronné au centre par un haut dossier avec un pinacle et sur les côtés par deux autres pinacles plus petits. La Vierge a une longue chevelure ondulée retombant sur ses épaules. Elle porte un grand manteau de couleur bleu, bordé d'un liseré d'or et de perles et attaché sur sa poitrine par une broche précieuse. L'Enfant est couvert d'un voile transparent blanc et porte suspendue à son cou une amulette faite d'un brin de corail.
La scène se passe dans une pièce qui s'ouvre au fond par de grandes baies de style flamboyant, derrière lesquelles un chœur d'anges est en train de chanter; au-delà des anges, on aperçoit le paysage. Aux côtés du trône de la Vierge se tiennent saint André et sainte Eulalie (patronne de Barcelone), qui portent chacun les attributs de leur martyre (croix de Saint André et croix en X) et présentent les cinq conseillers de la cité qui avaient passé la commande. Ces conseillers sont agenouillés au premier plan avec les mains jointes dans une attitude d'orant; ils sont représentés très fidèlement, revêtus de la tunique traditionnelle que portaient les conseillers en exercice, de couleur rouge enrichie de fourrures. On reconnait Joan Llull, Francesc Llobet, Joan Junyent, Ramon Savall et Antoni de Vilatorta. Le pavement du sol imite les azulejos valenciens et porte les armes de la cité de Barcelone. La pièce est couverte par une voûte en croisée d'ogives qui montre sur ses clés les armes de la cité.

Lluís Dalmau a signé cette œuvre à la base du trône de la Vierge :

« SUB ANNO MCCCCXLV PER LUDOVICUM DALMAU FUIT DEPICTUM . »

## Sources
- (ca) Cet article est partiellement ou en totalité issu de l’article de Wikipédia en catalan intitulé « Mare de Déu dels Consellers » (voir la liste des auteurs).